# Laura Sjunnesson
Laurentia (Laura) Sjunnesson, ogift Friman, född 7 juli 1860 i Skänninge, död 30 juli 1940 i Vadstena, vare en svensk småskollärare och textilkonstnär.
Laura Sjunnesson var fosterdotter till spetsförläggaren Anders Johan Friman och Helena Källman. Hon var från 1885 gift med köpmannen Lars Johan Sjunnesson och blev mor till Greta Sandberg och mormor till Kerstin Bränngård och Birgitta Sandberg samt mormorsmor till Agneta Bränngård Lind. Efter det att hennes ensamstående mor Eva Lisa Eriksdotter avlidit vid 37 års ålder blev Sjunnesson fosterdotter i en familj som handlade med spetsar. Hon utbildade sig till småskollärare men slutade att arbeta i samband med sitt giftermål. När hon var 60-år gammal började hon intressera sig för konstnärlig broderikonst och utförde på 1920-talet ett antal personliga landskap- och figurskildringar med motiv bland annat ur 
vadstenabornas liv med torghandel, segling, arbete och lek i broderi med silke, ylle och bomull. Hon var helt autodidakt och broderade spontant utan föregående teckning eller uppritade av motivet på tyget. På Jubileumsutställningen i Göteborg 1923 ställde hon ut med sitt stora broderi Sommar i Vadstenabygd som väckte allmän beundran. Hon var även representerad vid den svenska konsthantverksutställningen på Metropolitan Museum i New York 1927 och i utställningar i Chicago och Minneapolis samt Röhsska museet i Göteborg, Metropolitan Museum of Art i New York och Liljevalchs konsthall i Stockholm.